# Angela Goodall
Angela Goodall, född 29 augusti 1961, är en brittisk bågskytt. Hon deltog vid olympiska sommarspelen 1984.